# Hexachaetoniella sexpilosa
Hexachaetoniella sexpilosa är en kvalsterart som först beskrevs av Hammer 1966.  Hexachaetoniella sexpilosa ingår i släktet Hexachaetoniella och familjen Licnodamaeidae. Inga underarter finns listade i Catalogue of Life.